# Miyoshi Tōmori
Miyoshi Tōmori (japanisch 桃森 ミヨシ Tōmori Miyoshi, * 16. November) ist eine japanische Mangaka.

## Werdegang und Werk
Der erste von Tōmori veröffentlichte Band war 2002 Brass Love!! Die erste längere Serie war Hatsukare, die von 2003 bis 2006 zehn Bände erreichte. Erstmals auch auf Deutsch bei Kazé Manga erschien dann ab 2012 Tōmoris Serie Akuma to Love Song. Das Liebesdrama dreht sich um eine Schülerin, die an eine wenig angesehene Schule wechselt und sich dort in die neue soziale Umgebung einfinden muss. 2021 erschien eine kurze Fortsetzung sowie eine Umsetzung als Fernsehserie bei Hulu. Auf Deutsch erschienen auch die Serien Ein Freund für Nanoka sowie Die Geschichte vom Untergang unserer Liebe, beide bei Tokyopop. Bei beiden handelt es sich, wie bei den meisten von Tōmoris Werken, um romantische Dramen im Schulalltag, wobei Die Geschichte vom Untergang unserer Liebe auch übernatürliche Elemente enthält. Fast alle Serien von Tōmori erschienen in Shōjo-Magazinen, die sich an jugendliche Mädchen richten.

## Bibliografie (Auswahl)
- Brass Love!! (2002, 1 Band)
- Tongari Root (2003, 1 Band)
- Hatsukare (ハツカレ, 2003–2006, 10 Bände)
- Akuma to Love Song (悪魔とラブソング, 2007–2011, 13 Bände)
- Ōji ka Prince (皇子かプリンス, 2011–2012, 3 Bände)
- Momohone (とほほよ, 2013, 1 Band)
- Ein Freund für Nanoka (菜の花の彼　─ナノカノカレ─ Nanoka no Kare, 2014–2017, 14 Bände)
- Die Geschichte vom Untergang unserer Liebe (愛が死ぬのは君のせい Ai ga Shinu no wa Kimi no sei, 2018–2020, 6 Bände)
- 200 meter Saki no Netsu (200m先の熱, seit 2020, 11 Bände)
- Akuma to Love Song Encore (悪魔とラブソング, 2021, 1 Band)